# Private Buckaroo
Pour plus de détails, voir Fiche technique et Distribution.
Private Buckaroo est un film américain réalisé par Edward F. Cline, sorti en 1942.

## Synopsis
L'artiste Lon Prentice souhaite s'enrôler dans l'armée américaine mais en est empêché en raison de son pied plat. Après avoir fait opérer le pied plat, il est accepté pour l'enrôlement. Peu de temps après le début de l'entraînement de base, le soldat Prentice informe son commandant qu'il trouve la plupart des entraînements militaires inutiles et en dessous de lui. Son commandant ordonne à tous les hommes que le soldat Prentice est dispensé de faire des choses qu'il ne veut pas faire, ce qui retourne tout le camp contre lui.

## Fiche technique
- Titre : Private Buckaroo
- Réalisation : Edward F. Cline
- Scénario : Edmond Kelso et Edward James
- Photographie : Elwood Bredell
- Montage : Milton Carruth
- Société de production : Universal Pictures
- Pays d'origine : États-Unis
- Format : Noir et blanc - 1,37:1
- Genre : Comédie militaire et film musical
- Date de sortie : 1942

## Distribution
- Harry James : Lui-même
- The Andrews Sisters : Elles-mêmes
- Dick Foran : Lon Prentice
- Joe E. Lewis (en) : Lancelot Pringle McBiff
- Ernest Truex : Colonel Elias Weatherford
- Jennifer Holt : Joyce Mason
- Shemp Howard : Sgt. « Muggsy » Shavel
- Richard Davies (en) : Lieutenant Howard Mason
- Mary Wickes : Bonnie-Belle Schlopkiss
- Donald O'Connor : Donny
- Peggy Ryan : Peggy
- Huntz Hall : Cpl. Anemic
- Susan Levine : Tagalong
- The Jivin' Jacks and Jills (en) : Eux-mêmes